# Association for Asian Studies
A Association for Asian Studies (Associação de Estudos Asiáticos) é uma associação profissional acadêmica, não política e sem fins lucrativos que se concentra na Ásia e no estudo da Ásia. Tem sede em Ann Arbor, Michigan, Estados Unidos.
A Associação oferece aos membros uma Conferência Anual, publicações, conferências regionais e outras atividades.

## História
Pouco depois da Primeira Guerra Mundial, o Conselho Americano de Sociedades Acadêmicas (American Council of Learned Societies), com o apoio da Fundação Rockefeller, deu a Mortimer Graves o mandato de desenvolver estudos chineses. Em 1955, Kenneth Scott Latourette lembraria que "o povo dos Estados Unidos e aqueles que os lideraram sabiam pouco sobre os povos e culturas do Extremo Oriente" e que isso ocorria "apesar dos compromissos políticos, comerciais e culturais na região e dos eventos que já os estavam levando a relações cada vez mais íntimas". Graves trabalhou com Arthur W. Hummel, Sr. da Divisão Oriental da Biblioteca do Congresso, o Institute of Pacific Relations, o Harvard-Yenching Institute, a American Oriental Society, bem como com faculdades, universidades e museus.  Vinte e oito pessoas compareceram à primeira reunião do grupo de planejamento, realizada no Harvard Club em Nova York em 1928, e mais reuniões foram realizadas ao longo da próxima década. Em 1936, o grupo começou a publicar a Bibliografia do Extremo Oriente. Em 6 de junho de 1941, a Associação do Extremo Oriente foi formada e emitiu The Far Eastern Quarterly como seu órgão, com Cyrus Peake como Editor-Chefe. O Quarterly sobreviveu à guerra com a ajuda financeira que Kenneth W. Colgrove obteve da Universidade Northwestern.
Após a guerra, uma reunião organizacional de cerca de 200 pessoas foi realizada na Universidade Columbia em 2 de abril de 1948, após a reunião anual da American Oriental Society, à qual muitos do grupo do Extremo Oriente pertenciam. A Constituição do novo grupo foi redigida por Edwin O. Reischauer, Woodbridge Bingham e Earl H. Pritchard. O primeiro presidente da Associação foi Arthur W. Hummel, Sr.
Em 1956, a organização foi renomeada para Associação de Estudos Asiáticos para expandir seu escopo e cobrir todas as áreas da Ásia, incluindo o Sul e o Sudeste Asiático. A participação cresceu de 200 na reunião organizacional em 1948 para 605 na primeira reunião anual em 1949 e para 2.434 em 1963.
A organização foi ainda reestruturada em 1970, quando foram formados quatro Conselhos de Áreas eletivas, representativos de cada uma das quatro áreas da Ásia: Ásia do Sul, Sudeste Asiático, China e Ásia Interior e Nordeste Asiático. Os conselhos foram formados para que cada área da Ásia pudesse ter uma voz proporcional na Associação e no Conselho Diretor. Em 1977, um Conselho de Conferências (COC) foi estabelecido tanto para coordenar as conferências regionais realizadas pela Associação quanto para descobrir maneiras de melhor atender às necessidades dos estudiosos de estudos asiáticos em várias partes dos Estados Unidos. Organizações de bibliotecas de área foram formadas para o Sul da Ásia (CONSALD), Sudeste Asiático e Ásia Oriental.

## Contexto e controvérsias
O contexto da Segunda Guerra Mundial trouxe muitos acadêmicos para o governo, alguns no serviço militar ativo e outros no Escritório de Informação de Guerra dos Estados Unidos ou no Escritório de Serviços Estratégicos, ambos agências de inteligência que utilizavam disciplinas acadêmicas e formas acadêmicas de análise. Quando a guerra terminou, cientistas políticos, historiadores e cientistas sociais continuaram preocupados com os assuntos contemporâneos. A Associação do Extremo Oriente refletiu uma abordagem de Estudos de Área, divisão geograficamente fundamentada do trabalho, em vez de por disciplina acadêmica, com a associação subdividida em Estudos do Leste Asiático, Estudos do Sudeste Asiático e Estudos do Sul da Ásia. (No final do século XX, o campo da Ásia Central e Interior foi adicionado.) A Fundação Ford forneceu dinheiro e coordenação para os centros de estudos de área, que, por sua vez, apoiaram a AAS.
Alguns membros foram críticos. Bruce Cumings, escrevendo no Bulletin of Concerned Asian Scholars, acusou que a participação da AAS nesse modo de financiar pesquisas sobre a Ásia levava a uma confusão entre pesquisa acadêmica e trabalho de inteligência governamental. Ele argumentou ainda que a abordagem de estudos de área em geral enfatizava a teoria contemporânea das ciências sociais, e não as abordagens clássicas dos estudos orientais, que usavam filologia e estudavam civilizações antigas. Cumings chamou isso de "um pacto Faustiano implícito".
Nos anos 1960, alguns membros agitaram para que a AAS expressasse oposição ao envolvimento americano no Vietnã. O presidente da AAS, William Theodore de Bary, pediu para que a organização adotasse uma posição sobre a guerra que fosse "não política, mas não indiferente". A oposição ativa à guerra ficou a cargo do muito menor Committee of Concerned Asian Scholars.

## Conferência Anual
A cada primavera, a Associação de Estudos Asiáticos (AAS) realiza uma conferência de quatro dias dedicada a programas planejados de artigos acadêmicos, discussões em mesa-redonda, workshops e sessões de painel sobre uma ampla gama de questões em pesquisa e ensino, e sobre assuntos asiáticos em geral. A Conferência de 2013 foi realizada em San Diego; Filadélfia (27 a 30 de março de 2014); Chicago (26 a 29 de março de 2015); Seattle (31 de março a 3 de abril de 2016); Toronto (16 a 19 de março de 2017); Washington, D.C (22 a 25 de março de 2018).

## Publicações
- The Bibliography of Asian Studies: Agora um banco de dados online, o BAS é o maior registro único de pesquisas e literatura acadêmica sobre o Leste, Sudeste e Sul da Ásia escrita em línguas ocidentais. Ele inclui mais de 800.000 citações e pode ser pesquisado eletronicamente. Iniciado como uma seção anual do Far Eastern Quarterly editado por membros em 1941, o BAS cresceu para um suplemento anual produzido por uma equipe profissional especializada.[12] Entretanto, até meados da década de 1980, reunir os dados em expansão e imprimir os volumes cada vez mais espessos resultou nas edições anuais atrasando vários anos. A Associação decidiu transferir o BAS para um banco de dados eletrônico, incorporando todas as entradas dos volumes impressos dos anos de 1971 a 1991 e inserindo novas citações a partir de 1991 em diante.[13] É considerada a "ferramenta bibliográfica padrão para recursos em línguas ocidentais no campo dos estudos asiáticos"[14] e o "registro mais importante de pesquisa e literatura acadêmica sobre a Ásia escrita em línguas ocidentais".[15] É compilado com base no "interesse acadêmico duradouro".[16]
- Key Issues in Asian Studies[17]
- Asia Past and Present: uma série de monografias acadêmicas que abrange todos os países da Ásia e todas as disciplinas.[18]
- The Journal of Asian Studies:  The Journal of Asian Studies tem sido publicada trimestralmente desde 1941, quando foi fundada como The Far Eastern Quarterly. JAS publica trabalhos multidisciplinares sobre a Ásia, abrangendo as artes, história, literatura, ciências sociais e cultura.
- Education About Asia: Education About Asia (EAA) é uma revista publicada três vezes por ano que contém artigos acadêmicos e recursos práticos de ensino para professores do ensino médio, faculdade e universidade, além de estudantes, acadêmicos, bibliotecas e outros interessados na Ásia. Os tópicos incluem antropologia, estudos asiáticos, negócios e economia, educação, geografia, governo, história, língua e literatura, ciência política, religião e sociologia. A coleção completa da revista foi disponibilizada online gratuitamente em 2014. [19]

## Leituras adicionais
- Berger, Mark T. (2003). The Battle for Asia : From Decolonization to Globalization. New York London: RoutledgeCurzon. ISBN 978-0-415-32528-8
- Hucker, Charles O. (1973). The Association for Asian Studies: An Interpretive History. Seattle: Published for the Association for Asian Studies by the University of Washington Press. ISBN 978-0-295-95266-6
- ——— (1968). «The Association for Asian Studies, Inc., at the Age of Twenty: Annual Report for 1967-1968». The Journal of Asian Studies. 28 (1): 201–241. JSTOR 2942888. doi:10.1017/S0021911800034355
- Latourette, Kenneth Scott (1955). «Far Eastern Studies in the United States: Retrospect and Prospect». Far Eastern Quarterly. 15 (3): 3–11. JSTOR 2942098. doi:10.2307/2942098
- Linton, Matthew D (2017). «Any Enlightened Government: Mortimer Graves' Plan for a National Center for Far Eastern Studies, 1935–1946». Journal of American-East Asian Relations. 24 (1): 7–26. doi:10.1163/18765610-02401005
- Pritchard, Earl H (1963). «The Foundations of the Association for Asian Studies, 1928–48». The Journal of Asian Studies. 22 (4): 513–523. doi:10.1017/s0021911800108447